# Enzo Maiorca
Enzo Maiorca (Siracusa, Sicília, 21 de junho de 1931 – Siracusa, 13 de novembro de 2016) foi um mergulhador italiano que bateu vários recordes no mergulho em apneia. 
Maiorca fez seu primeiro recorde em 1960 ao atingir a marca de 45 metros de profundidade. Já em 1961, ele chegou aos 50 metros de profundidade.

Ao todo, Maiorca bateu 13 recordes mundiais no mergulho livre entre 1960 e 1974.